# Glasehausen
Glasehausen är en kommun och ort i Landkreis Eichsfeld i förbundslandet Thüringen i Tyskland.
Kommunen ingår i förvaltningsområdet Leinetal tillsammans med kommunerna Bodenrode-Westhausen, Geisleden, Heuthen, Hohes Kreuz, Reinholterode, Steinbach och Wingerode.